# Biker Mice from Mars (2006)
Biker Mice from Mars är en animerad TV-serie som hade premiär den 26 augusti 2006 då Biker Mice from Mars återkom. Vid den här tiden hade flera tecknade TV-serier från främst 1980- och 90-talen återkommit, likt vad He-Man and the Masters of the Universe gjorde 2002 och Teenage Mutant Ninja Turtles gjorde 2003.

## Handling
MC-mössen kämpar mot styrkor som försöker utplåna dem och stjäla deras utrustning. I denna serie är deras fiender de onda Catatonians, en kattliknande ras av varelser som söker det största priset på Mars, Regenerator.

### Lista över avsnitt
1. The Adventure Begins (del 1)
2. The Adventure Begins (del 2)
3. The British Invasion
4. Changes
5. The Tender Mouse Trap
6. Between Rump and a Hard Race
7. Biker Mice Down Under
8. Driver's Ed
9. New Cats in Town
10. A Hairy A-Bomb
11. Manchurian Charley
12. It's the Pits
13. Bringing Up Vinnie
14. Carbine's Conundrum
15. Rumpity-Dumpster
16. Surfer Cats of Saturn
17. Vigilante Vengeance
18. Cyber Mice From Mars
19. Break Up
20. Here come the Judge
21. Swimming With Sharks
22. Desperado
23. First Mice on the Moon
24. Cat and Mouse
25. Once Upon A Time on Earth (del 1)
26. Once Upon A Time on Earth (del 2)
27. Once Upon A Time on Earth (del 3)
28. Turf Wars

## Datorspel
2006 släpptes Biker Mice from Mars, baserat på 2006 års pånyttfödelse i Finland, Australien och Storbritannien, till Nintendo DS och Playstation 2, men inget av spelen fick bra kritik.

## DVD
Tre volymer av serien har släppts i Storbritannien.

## Svenska röster
- Linus Lindman
- Cecilia Lundh
- Niclas Ekholm
- Ulrik Spjut
- Gunnar Uddén
- Christian Fex
- Anton Olofsson
- Claes Ljungmark
- Malin Berg
- Maria Olsson
- Åsa Bergfalk

### Fotnoter
1. ↑  Åke Jönsson (23 april 2003). ”Biker Mice return to GMTV” (på engelska). C21 Media. http://www.c21media.net/biker-mice-return-to-gmtv/. Läst 29 maj 2016.
2. ↑  Jonas Mäki (24 oktober 2003). ”Teenage Mutant Ninja Turtles”. Gamecreator. http://www.gamereactor.se/forhandstittar/460/Teenage+Mutant+Ninja+Turtles/. Läst 30 maj 2016.